# パリ国立高等美術学校

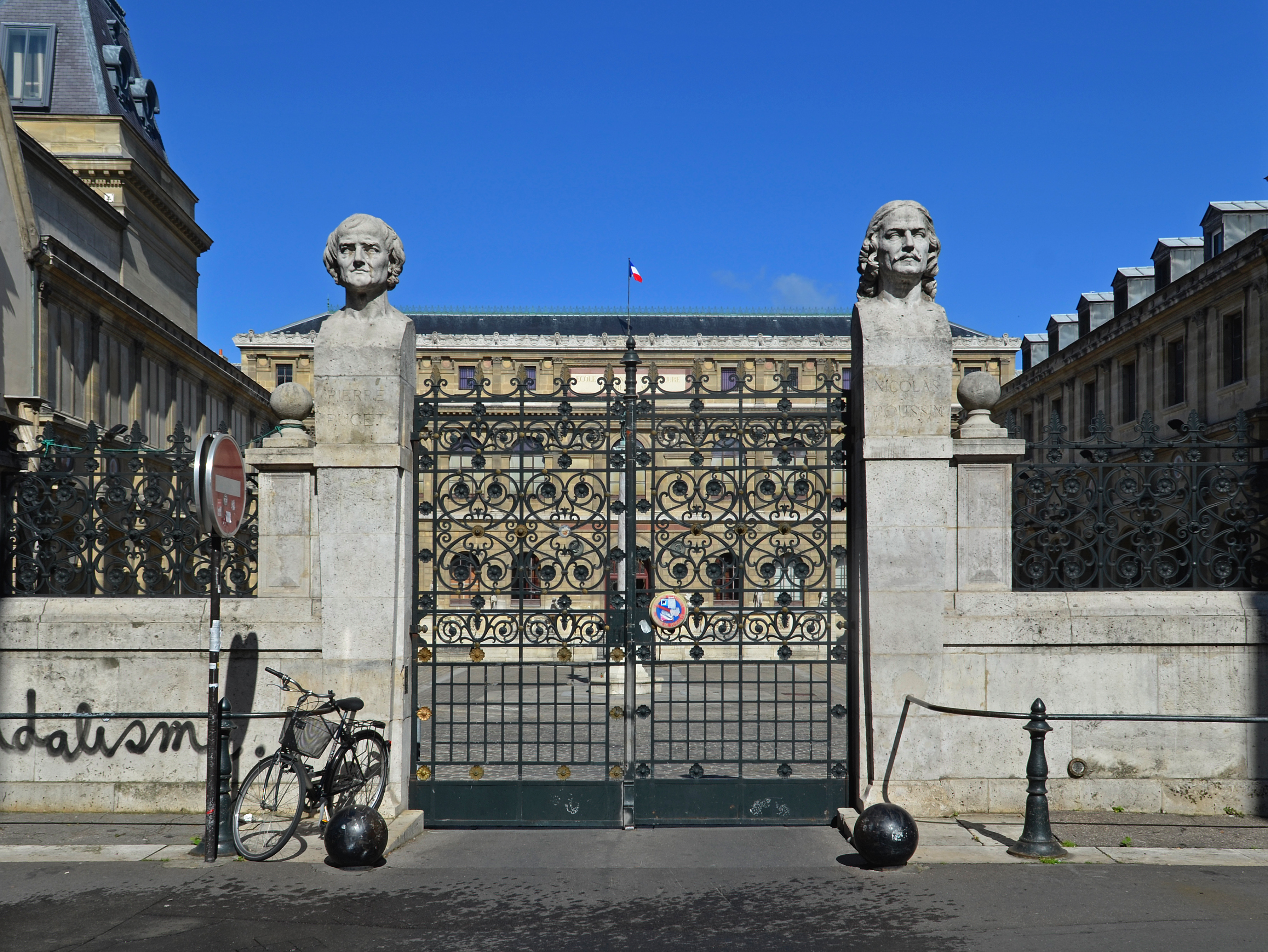
正門(2012年、Selbymay撮影)

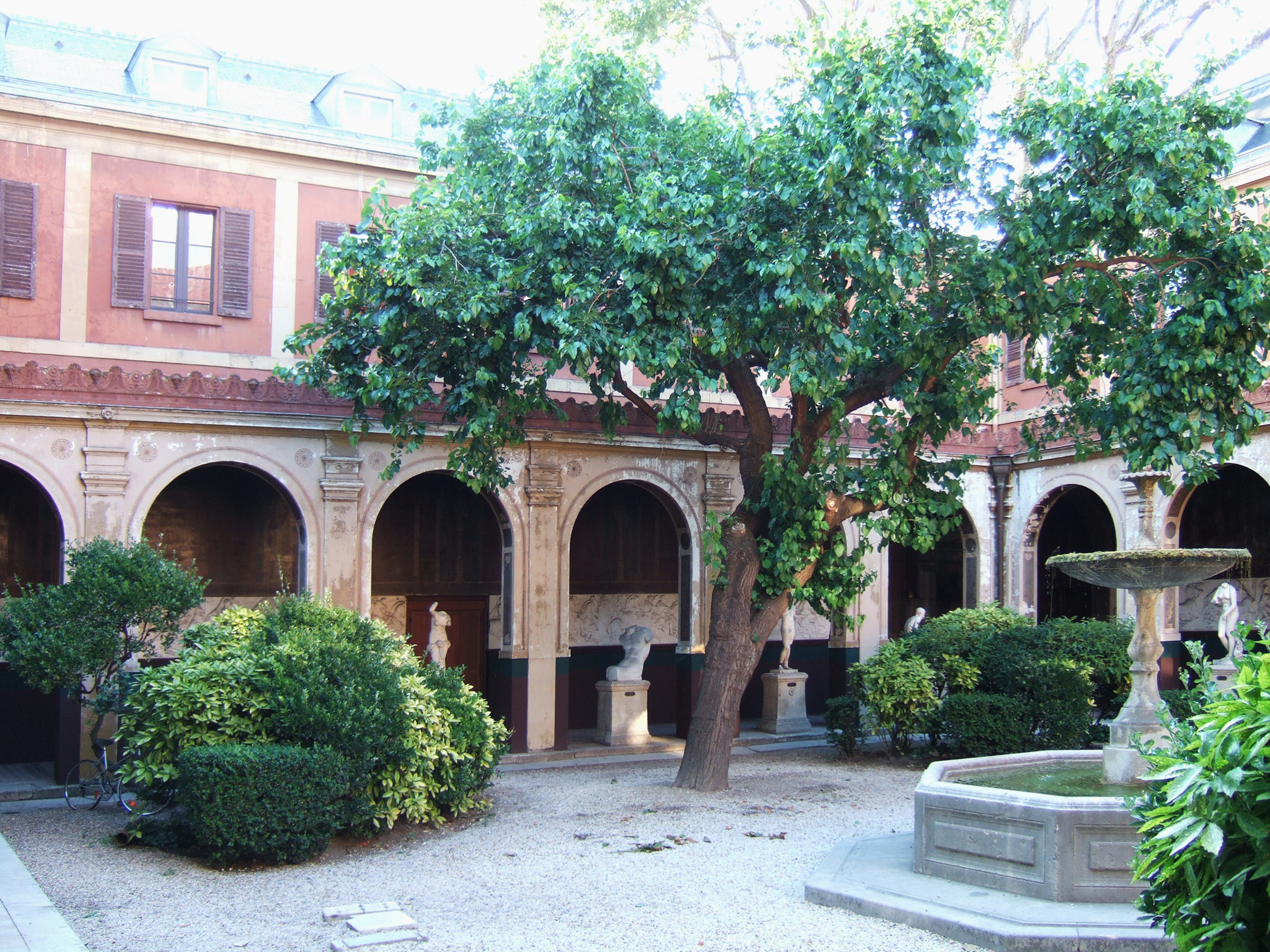
中庭(2010年、Hermann Wendler撮影)

パリ国立高等美術学校（仏: École nationale supérieure des beaux-arts、略称：ENSBA）とは、フランスのパリにある国立美術学校。
絵画、彫刻、版画、建築の4部門でスタートしたが、1968年にアンドレ・マルロー文科相が建築教育機関UPAを設立したことで建築部門は切り離された。
通称はBeaux-Arts de Paris（ボザール・ドゥ・パリ）、École des Beaux-Arts（エコール・デ・ボザール）で、公式ホームページでは前者をフランス語ページ、後者を英語ページで使い分けている。
また公式ホームページにおいては、自らを「ルイ14世が17世紀に設立した王立絵画彫刻アカデミーの後継」と定義している。

## 沿革
1648年に創立された王立絵画彫刻アカデミーが1793年に解体。1816年4月24日にアカデミー・デ・ボザール (Académie des Beaux-Arts) が創設され、それを受けて、同年に閉鎖されたフランス文化財博物館の建物を校舎としてスタートした。1820年5月2日には新校舎も建てられた。
1870年から1903年まではÉcole nationale et spéciale des Beaux-Artsと呼ばれた。
2017年には学校がボナパルト通りに設置されてから200周年を祝う展示会やイベントが催された。

## 著名な教職員

### 学長と在任期間（一部）
- ジョゼフ＝ニコラ・ロベール＝フルーリー -画家,(1863-1865)
- ウジェーヌ・ギヨーム -彫刻家,(1866-1878)
- シャルル・ブラン -美術史家(1870-1873), 副校長
- ポール・デュボア -彫刻家,(1878-1887)
- ジュール＝アントワーヌ・カスタニャリ -美術評論家,(1887-1888)
- ギュスターヴ・ラルーメ(fr) -美術評論家,(1888-1891)
- レオン・ボナ -画家,(1905-1922)
- アルベール・ベナール-画家,(1922-1932)
- エマニュエル・ポントレモーリ(fr) -建築家,(1932-1937)
- ポール・ランドスキ -彫刻家,(1937-1942)
- ポール・トゥルノン -建築家,(1942-1948)
- François Wehrlin -(1982-1989)
- イブ・ミショー -(fr) -美術評論家,(1989-1996)
- ニコラ・ブリオー -美術評論家,(2011-2015)[9]

### 教授
- マリーナ・アブラモヴィッチ
- ピエール・アレシンスキー
- クリスチャン・ボルタンスキー
- ギヨーム・デュシェンヌ・ド・ブローニュ（フランス語版）
- アレクサンドル・カバネル
- セザール・バルダッチーニ
- ジュリアン・ガデ
- ヴィクトール・ラルー
- ジャン＝ポール・ローランス
- シャルル・ルブラン
- アンリ・ラマン
- アントナン・メルシエ
- アネット・メサジェ
- ギュスターヴ・モロー
- ジャン＝ルイ・パスカル
- オーギュスト・ペレ
- ポール・リッシェ
- 川俣正
- ジャン＝リュック・ヴィルムート

## 著名な卒業生
| - ナディール・アフォンソ - ロドルフォ・アモエド - テオドール・バリュー - モーリス・ボワテル - アントワーヌ・ブールデル - ベルナール・ビュフェ - ジュール・ダルー - ジャック＝ルイ・ダヴィッド - ガブリエル・ダヴィヴ - エドガー・ドガ - ウジェーヌ・ドラクロワ - フェリックス・デュバン - ジャン・オノレ・フラゴナール - ヴァレンティノ・ガラヴァーニ - シャルル・ガルニエ - トニー・ガルニエ - テオドール・ジェリコー - ユベール・ド・ジバンシィ - ジャック・グレベール - ジュリアン・ガデ - エミール・ヒュンテン | - ドミニク・アングル - ヴィクトール・ラルー - アレクサンドル・ルイ・ルロワール - アルベール・マルケ - アンリ・マティス - アネット・メサジェ - クロード・モネ - ジュリア・モーガン - アルフォンス・オスベール - ジャン＝ルイ・パスカル - クリスチャン・ド・ポルザンパルク - ピエール＝オーギュスト・ルノワール - フレデリック・リックス - ジョルジュ・ルオー - ジョルジュ・スコット - ジョアン・スファール - アルフレッド・シスレー - ローラン・トポール - レオン・ヴォードワイエ - ドミニク・ペロー - 方幹民 - 潘玉良 - 徐悲鴻 - ジュスティーヌ・トリエ |